# موستروئید
موستروئید فرهنگی است که در ۸۰ هزار تا ۵۰ هزار سال پیش روی داده‌است و در مرکز، جنوب و شرق آفریقا دیده شده‌است. نمونه‌هایی بدست آمده مربوط به این فرهنگ، ابزارهای صنعتی است که در آفریقای غربی مربوط به پارینه‌سنگی میانی پیدا شده‌است. داده‌های مربوط به این فرهنگ در نیجریه و سنگال پیدا شده‌است.
ابزارهای این ناحیه به صنعت موستری شباهت‌هایی داشت اما یکسان نبود.